# Vila Boa de Ousilhão
Vila Boa de Ousilhão es una freguesia portuguesa del municipio de Vinhais, con 7,63 km² de superficie y 195 habitantes (2001). Su densidad de población es de 25,6 hab/km².